# Peniagone
Peniagone is een geslacht van zeekomkommers uit de familie Elpidiidae.

## Soorten
- Peniagone affinis Théel, 1882
- Peniagone anamesa (A.H. Clark, 1920)
- Peniagone azorica Marenzeller von, 1892
- Peniagone challengeri Théel, 1882
- Peniagone coccinea Rogacheva & Gebruk, 2013
- Peniagone crozeti Cross & Gebruk, 2009
- Peniagone diaphana (Théel, 1882)
- Peniagone dubia (D'yakonov & Savel'eva, 1958)
- Peniagone elongata (Théel, 1879)
- Peniagone ferruginea Grieg, 1921
- Peniagone gracilis (Ludwig, 1894)
- Peniagone herouardi Gebruk, 1988
- Peniagone horrifer Théel, 1882
- Peniagone incerta (Théel, 1882)
- Peniagone intermedia Ludwig, 1893
- Peniagone islandica Deichmann, 1930
- Peniagone japonica Ohshima, 1915
- Peniagone leander Pawson & Foell, 1986
- Peniagone longipapillata Gebruk, 2008
- Peniagone lugubris Théel, 1882
- Peniagone marecoi Gebruk, 2008
- Peniagone mossmani Vaney, 1908
- Peniagone papillata Hansen, 1975
- Peniagone piriei (Vaney, 1908)
- Peniagone porcella R. Perrier, 1896
- Peniagone purpurea (Théel, 1882)
- Peniagone thieli Gebruk, 1997
- Peniagone vedeli Hansen, 1956
- Peniagone vignoni Hérouard, 1901
- Peniagone vitrea Théel, 1882
- Peniagone willemoesi (Théel, 1882)
- Peniagone wiltoni Vaney, 1908
- Peniagone wyvillii Théel, 1882

Niet meer geaccepteerde namen
- Peniagone convexa Hansen, 1975 = Psychroplanes convexa (Hansen, 1975)
- Peniagone discrepans Sluiter, 1901 = Psychrelpidia discrepans (Sluiter, 1901)
- Peniagone ecalcarea Sluiter, 1901 = Enypniastes eximia Théel, 1882
- Peniagone expansa Koehler & Vaney, 1905 = Psychroplanes rigida (Théel, 1882)
- Peniagone foliacea (Hérouard, 1912) = Psychroplanes obsoleta (Hérouard, 1899)
- Peniagone humilis Hansen, 1975 = Psychroplanes humilis (Hansen, 1975)
- Peniagone incondita Agatep, 1967 = Rhipidothuria verrucosa (Théel, 1879)
- Peniagone lacinora Agatep, 1967 = Peniagone purpurea (Théel, 1882)
- Peniagone naresi Théel, 1882 = Amperima naresi (Théel, 1882)
- Peniagone nybelini Madsen, 1953 = Psychroplanes obsoleta (Hérouard, 1899)
- Peniagone obsoleta (Hérouard, 1899) = Psychroplanes obsoleta (Hérouard, 1899)
- Peniagone rigida (Théel, 1882) = Psychroplanes rigida (Théel, 1882)
- Peniagone rosea E. Perrier, 1886 = Amperima rosea (E. Perrier, 1886)
- Peniagone setosa Ludwig, 1893 = Peniagone vitrea Théel, 1882
- Peniagone stabilis Koehler & Vaney, 1905 = Psychroplanes rigida (Théel, 1882)